# 宝を守る竜
宝を守る竜（たからをまもるりゅう）は、オーストリアフォアアールベルク州、ソンダーダッハ (Sonderdach) 山の竜伝承である。

## 概要
ソンダーダッハ山のふもとに広がる平原は19世紀の中ごろまでは湖であったという。石に糸を付けて深さを測ろうとしたところ、竜のおどろおどろしい声が響き渡り、以後湖の深さを測るものは居なくなったという。とはいえ善良な人間には好意的であったという。竜は半盲の少女の歌声に聞きほれてしまい、時々湖から水面から出ていたという。
また次のような伝承も残されている。貧しい退役老兵が湖を通り過ぎようとしたところ、竜が水面から現れた。にもかかわらず、老兵はまったくおびえなかったという。このことに感心した竜は老兵の悩み事を聞いた。聞く所によると戦場での残虐な行為になれているため、竜には驚かなかったという。竜は、老兵があまりに貧しいことに心を痛め、老兵の勇気をたたえるべく竜が持っていた宝物を老兵に与えた。それを村人が聞くと、老兵が止めたにもかかわらず湖の深さを測ろうと石のおもりを糸につけて測った。しかし、竜をみたとたん村人達は竜の脅しにあって全員逃げまどった。この出来事にあきれ返った竜は山津波を引き起こし、村を埋めたという。
1857年に干拓によって耕地を広げようとした際、山頂から地鳴りが響き渡った。1884年にはとうとう山津波（土石流）が起こったが、村人全員が不思議な警告の声を聞き、安全な場所に逃れていたので無事だったという。この声が竜の声ではないかと村人は信じていたという。